# Gynostemma aggregatum
Gynostemma aggregatum är en gurkväxtart som beskrevs av Cheng Yih Wu och S.K. Chen. Gynostemma aggregatum ingår i släktet Gynostemma och familjen gurkväxter. Inga underarter finns listade i Catalogue of Life.